# Micha'el Gorlovski
Micha'el Gorlovski (hebrejsky: מיכאל גורלובסקי) je izraelský politik a bývalý poslanec Knesetu za stranu Likud.

## Biografie
Narodil se 24. ledna 1963 v Dzeržinsku v tehdejším Sovětském svazu. Vystudoval mechanické strojírenství. V roce 1988 přesídlil do Izraele. Hovoří hebrejsky a rusky.

## Politická dráha
V izraelském parlamentu zasedl po volbách do Knesetu v roce 2003, ve kterých kandidoval za stranu Likud. Byl členem výboru pro zahraniční dělníky, výboru pro imigraci, absorpci a záležitosti diaspory, výboru House Committee, výboru pro záležitosti vnitra a životního prostředí a finančního výboru. Ve volbách do Knesetu v roce 2006 mandát neobhájil.
V roce 2003 hlasoval v Knesetu za kolegu. Poté, co to vyšlo najevo, stalo se to předmětem vleklé aféry, v níž se řešilo, zda bude vydán k soudnímu stíhání. Nakonec dokončil mandát poslance a v roce 2007 byl odsouzen k podmíněnému trestu.